# NECブルーロケッツ
NECブルーロケッツ（NEC Blue Rockets）は、V・プレミアリーグに所属していたNECの男子バレーボールチーム。

## 概要
日本で最も早く結成されたチームの一つと言われている男子バレーボールチームであり（当初は9人制）、1938年の関東実業団連盟の結成時には、事務局が日本電気三田工場に設置されたという。1945年に戦後の実業団チーム登録第1号となった。1971年に6人制に移行。1977年に実業団リーグ（現・Vチャレンジリーグ）入り。1982年に初の日本リーグ（現・Vプレミアリーグ）昇格。1984年以降は日本リーグ（後にVリーグ、V・プレミアリーグ）から一度も降格しなかった。2009年5月に休部。
チーム名の『ブルーロケッツ』とは、チームカラーでもある『ブルー』は「空」「宇宙」を表していて、『ロケッツ』は21世紀をリードするNECのイメージでありパワー・スピードを備えて未来へと力強く上昇していくことを意味している。
練習場は東京都府中市にあるNECニューライフプラザであった。神奈川県川崎市の玉川事業場には女子バレーボール部のNECレッドロケッツ川崎（1978年設立）の練習場がある。
日本リーグ・Vリーグ合わせて優勝4回、黒鷲旗全日本大会優勝8回。

## 歴史
戦前よりバレーボールチームとして存在しており、1945年に実業団チーム登録。
1965年、日本産業人9人制バレーボール男女全国優勝大会で優勝。1971年から6人制に移行し、1973年にチーム強化が始まった。1977年、全日本実業団大会で優勝し、実業団リーグ（現・Vチャレンジリーグ）入りを果たす。
そして、第13回実業団リーグ（1981/82シーズン）で準優勝。入替戦で勝利し日本リーグ（現・Vプレミアリーグ）昇格を果たした。初リーグとなった第16回日本リーグ（1982/83シーズン）での成績は最下位と苦しみ、再び実業団リーグに転落するが、第15回実業団リーグ（1983/84シーズン）で優勝し1年で日本リーグ復帰を果たす。第18回日本リーグ（1984/85シーズン）では7位。以後、第19回7位、第20回6位、第21回7位と苦しい戦いを繰り返しながらも残留し続けた。
第22回日本リーグ（1988/89シーズン）では自己最高の4位に入る。第23回リーグでは準優勝を果たした。第24回リーグも3位と上位の成績を残す。そして、第25回（1991/92シーズン）リーグでついに悲願の初優勝を果たした。また、その後の第41回黒鷲旗全日本大会でも初優勝を果たし、シーズン2冠を達成。第26回日本リーグは準優勝で連覇はならなかったが、第42回黒鷲旗では連覇を果たす。第27回日本リーグでは決勝リーグ6連勝と快進撃、日本リーグ最後の王者となる2回目の優勝を果たした。第43回黒鷲旗でも優勝し、シーズン2冠と黒鷲旗3連覇を達成した。
1994年、日本リーグに替わってVリーグが開幕。1994/95シーズン、第1回大会は3位にとどまる。第44回黒鷲旗も準決勝で敗れ、連覇が3でストップした。しかし、1995/96シーズン、第2回Vリーグでは、金子敏和、楊成太、泉水智、大竹秀之ら大型選手をそろえ、念願のVリーグ初優勝を果たした。第45回黒鷲旗でも優勝し2冠達成。1996/97シーズンは、第3回Vリーグでは3位だが、第46回黒鷲旗で連覇を果たす。第4回Vリーグは決勝で新日鉄（現・堺ブレイザーズ）に敗れ準優勝。第5回Vリーグでは2度目のVリーグ優勝（日本リーグを合わせると4回目の優勝）を達成。第48回黒鷲旗でも優勝し4回目の2冠を達成した。
第6回Vリーグ（1999/2000シーズン）では3位、第7回大会は4位。また、第8回大会も4位に留まる。第9回大会ではレギュラーラウンドを1位で通過しながらファイナルで苦杯を喫し4位となってしまった。しかし、第52回黒鷲旗では4年ぶりの優勝を果たした。
第10回Vリーグ（2003/04シーズン）では、初めてファイナルラウンド進出を逃がし5位に終わる。4強入りを逃すのは、日本リーグ時代も含めて16年ぶりのことである。
2004年に楊成太が監督に就任。第11回Vリーグでは、優勝を逃がしたが、細川延由、大村悟らの活躍で準優勝を果たした。第12回大会も3位に入った。
2006/07V・プレミアリーグ（Vリーグから名称変更）では7位と低迷し入替戦出場となる。東京ヴェルディに第1試合はフルセットに持ち込まれるが、第2試合はストレートで勝ち、連勝で残留した。第56回黒鷲旗では4大会ぶりの優勝。これが黒鷲旗でのチーム最後の優勝となった。2007/08V・プレミアリーグも7位と低迷し、入替戦で警視庁にストレートで連勝して残留。
2008年、竹内実コーチが新たに監督に昇格。2008/09V・プレミアリーグでは、レギュラーラウンド第2レグで5勝2敗の成績を残し、前半戦を終えた時点で8勝6敗の2位タイ（セット率で5位）につける。しかし、第3レグで星を落とし順位も6位に落とす。そして、最終第4レグでは最後に5連敗を喫し7位の豊田合成トレフェルサに順位で逆転され、結局7位で終了しV・チャレンジマッチ（入替戦）出場となる。
V・チャレンジマッチの前となる2009年4月1日、NECが経済不況による経営状況悪化を受けて、ブルーロケッツの廃部・活動停止を検討していることが判明する。
V・チャレンジマッチでは、富士通カワサキレッドスピリッツに2試合とも3-1で勝利。第58回黒鷲旗は準々決勝でサントリーサンバーズにストレートで敗れ敗退となり、この試合がチーム最後の公式戦となった。
検討されていた一括移籍も叶わず、5月31日をもって休部となった。

## 成績

### 主な成績
日本リーグ/Vリーグ/Vプレミアリーグ
- 優勝 4回（1991年度、1993年度、1995年度、1998年度）
- 準優勝 4回（1989年度、1992年度、1997年度、2004年度）

Vカップ
- 優勝 1回（2002年）

黒鷲旗全日本大会
- 優勝 8回（1992年、1993年、1994年、1996年、1997年、1999年、2003年、2007年）
- 準優勝 3回（2000年、2005年、2008年）

国民体育大会成年男子（6人制）
- 優勝 2回（1987年、1999年）
- 準優勝

### 年度別成績
| 所属         | 年度             | 最終 順位 | 参加 チーム数 | 試合 | 勝 | 敗 | 勝率  |
| ------------ | ---------------- | --------- | ------------- | ---- | -- | -- | ----- |
| 実業団リーグ | 第12回 (1980/81) | 3位       | 6チーム       | 10   | 7  | 3  | 0.700 |
| 実業団リーグ | 第13回 (1981/82) | 準優勝    | 6チーム       | 10   | 7  | 3  | 0.700 |
| 日本リーグ   | 第16回 (1982/83) | 8位       | 8チーム       | 21   | 2  | 19 | 0.095 |
| 実業団リーグ | 第15回 (1983/84) | 優勝      | 8チーム       | 14   | 14 | 0  | 1.000 |
| 日本リーグ   | 第18回 (1984/85) | 7位       | 8チーム       | 21   | 3  | 18 | 0.143 |
| 日本リーグ   | 第19回 (1985/86) | 7位       | 8チーム       | 21   | 5  | 16 | 0.238 |
| 日本リーグ   | 第20回 (1986/87) | 6位       | 8チーム       | 21   | 4  | 17 | 0.190 |
| 日本リーグ   | 第21回 (1987/88) | 7位       | 8チーム       | 14   | 3  | 11 | 0.214 |
| 日本リーグ   | 第22回 (1988/89) | 4位       | 8チーム       | 17   | 9  | 8  | 0.529 |
| 日本リーグ   | 第23回 (1989/90) | 準優勝    | 8チーム       | 17   | 12 | 5  | 0.706 |
| 日本リーグ   | 第24回 (1990/91) | 3位       | 8チーム       | 17   | 10 | 7  | 0.588 |
| 日本リーグ   | 第25回 (1991/92) | 優勝      | 8チーム       | 20   | 17 | 3  | 0.850 |
| 日本リーグ   | 第26回 (1992/93) | 準優勝    | 8チーム       | 20   | 11 | 9  | 0.550 |
| 日本リーグ   | 第27回 (1993/94) | 優勝      | 8チーム       | 17   | 14 | 3  | 0.824 |

#### Vリーグ / 実業団リーグ・V1リーグ
| 所属    | 年度             | 最終 順位 | 参加 チーム数 | 試合 | 勝 | 敗 | 勝率  |
| ------- | ---------------- | --------- | ------------- | ---- | -- | -- | ----- |
| Vリーグ | 第1回 (1994/95)  | 3位       | 8チーム       | 21   | 14 | 7  | 0.667 |
| Vリーグ | 第2回 (1995/96)  | 優勝      | 8チーム       | 21   | 15 | 6  | 0.714 |
| Vリーグ | 第3回 (1996/97)  | 3位       | 8チーム       | 21   | 14 | 7  | 0.667 |
| Vリーグ | 第4回 (1997/98)  | 準優勝    | 8チーム       | 21   | 12 | 9  | 0.571 |
| Vリーグ | 第5回 (1998/99)  | 優勝      | 10チーム      | 18   | 12 | 6  | 0.667 |
| Vリーグ | 第6回 (1999/00)  | 3位       | 10チーム      | 18   | 14 | 4  | 0.778 |
| Vリーグ | 第7回 (2000/01)  | 4位       | 10チーム      | 18   | 13 | 5  | 0.722 |
| Vリーグ | 第8回 (2001/02)  | 4位       | 10チーム      | 18   | 14 | 4  | 0.778 |
| Vリーグ | 第9回 (2002/03)  | 4位       | 8チーム       | 21   | 16 | 5  | 0.762 |
| Vリーグ | 第10回 (2003/04) | 5位       | 8チーム       | 21   | 10 | 11 | 0.476 |
| Vリーグ | 第11回 (2004/05) | 準優勝    | 8チーム       | 28   | 15 | 13 | 0.536 |
| Vリーグ | 第12回 (2005/06) | 3位       | 8チーム       | 28   | 18 | 10 | 0.643 |

#### V・プレミアリーグ / V・チャレンジリーグ
| 所属     | 年度    | 最終 順位 | 参加 チーム数 | レギュラーラウンド | レギュラーラウンド | レギュラーラウンド | レギュラーラウンド | ポストシーズン | ポストシーズン | ポストシーズン |
| 所属     | 年度    | 最終 順位 | 参加 チーム数 | 順位               | 試合               | 勝                 | 敗                 | 試合           | 勝             | 敗             |
| -------- | ------- | --------- | ------------- | ------------------ | ------------------ | ------------------ | ------------------ | -------------- | -------------- | -------------- |
| プレミア | 2006/07 | 7位       | 8チーム       | 7位                | 28                 | 9                  | 19                 | -              | -              | -              |
| プレミア | 2007/08 | 7位       | 8チーム       | 7位                | 28                 | 9                  | 19                 | -              | -              | -              |
| プレミア | 2008/09 | 7位       | 8チーム       | 7位                | 28                 | 11                 | 17                 | -              | -              | -              |

## 選手・スタッフ

### 選手
2009年5月の活動休止時のメンバーは、下記の通り。
| 背番号 | 名前                 | シャツネーム | 国籍     | P  | 備考 |
| ------ | -------------------- | ------------ | -------- | -- | ---- |
| 1      | 金子隆行             | KANEKO       | 日本     | WS |      |
| 2      | 古賀幸一郎           | KOGA         | 日本     | L  |      |
| 3      | 前田和樹             | MAEDA        | 日本     | WS |      |
| 5      | 鈴木健太             | SUZUKI       | 日本     | MB |      |
| 6      | 高橋慎治             | TAKAHASHI    | 日本     | S  |      |
| 7      | 菊地洋之             | KIKUCHI      | 日本     | MB |      |
| 8      | 濱島哲也             | HAMASHIMA    | 日本     | L  |      |
| 9      | 三上圭治郎           | MIKAMI       | 日本     | WS |      |
| 10     | 大角竜敏             | OSUMI        | 日本     | MB | 主将 |
| 12     | 奥谷信彦             | OKUTANI      | 日本     | WS |      |
| 14     | 柴小屋康行           | SHIBAKOYA    | 日本     | WS |      |
| 16     | 菅直哉               | SUGA         | 日本     | S  |      |
| 17     | 石倉弘士             | ISHIKURA     | 日本     | WS |      |
| 18     | 中西了将             | NAKANISHI    | 日本     | S  |      |
| 19     | 日高裕次郎           | HIDAKA       | 日本     | MB |      |
| 23     | ダニエル・デジデリオ | DESIDERIO    | イタリア | WS |      |

### スタッフ
| 役職               | 名前       | 国籍 |
| ------------------ | ---------- | ---- |
| 部長               | 木村邦明   | 日本 |
| チームディレクター | 中村貴司   | 日本 |
| 監督               | 竹内実     | 日本 |
| コーチ             | 青木一平   | 日本 |
| マネージャー       | 齋藤亮子   | 日本 |
| トレーナー         | 伊藤良彦   | 日本 |
| トレーナー         | 中村由多香 | 日本 |
| 通訳               | 細井茜     | 日本 |
| 事務長             | 青野康弘   | 日本 |

## かつて在籍していた選手
| - 葛和伸元 - 寺廻太 - 楊成太 - 金子敏和 - 泉水智 - 西村晃一 - 大竹秀之 - 竹内実 - 細川延由 - 宇佐美大輔 - 松本慶彦 | - 大槻竜也 - 藤井壮浩 - 奥田晃 - 青木一平 - オロフ・ファンダールミューレン - 大村悟 - 浅倉勇 - アンデルソン・ロドリゲス - ファイディ・ノルディン |